# Zweites Deutsches Bundesschießen in Bremen

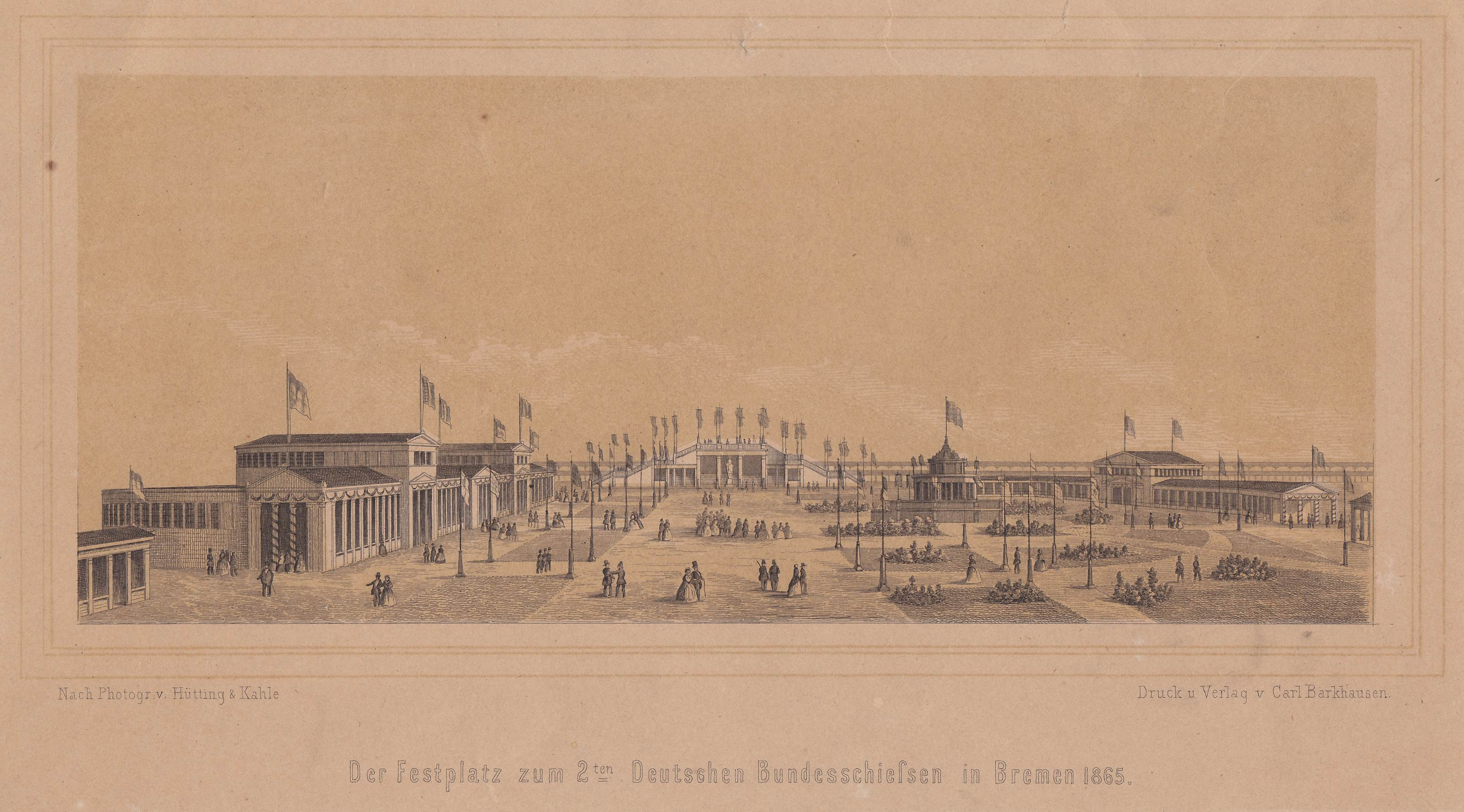
Der Festplatz des Bundesschießens. Lithographie, Bremen 1865 (Focke-Museum Bremen)

Das Zweite Deutsche Bundesschießen fand vom 16. bis 24. Juli 1865 in Bremen statt. Das nationale Schützenfest gilt als eines der besucherreichsten Ereignisse, die vor der Reichsgründung in Deutschland stattfanden und war von überschwänglichem Patriotismus geprägt. Das Festgelände diente anschließend zur Anlage des Bürgerparks.

## Einzelheiten
Auf dem Ersten Deutschen Bundesschießen 1862 in Frankfurt am Main war Bremen, das mit der Bremer Schützenkompanie, den seit 1846 abgehaltenen Schießfesten des Bremer Schützenvereins und seinen 600 Mitgliedern im Deutschen Schützenbund eine bemerkenswerte Tradition aufweisen konnte, zum Austragungsort im Jahr 1864 gewählt worden. Begeisterung und Skepsis begleiteten die Vorbereitungen. Am Vorabend des Deutsch-Dänischen Kriegs wurde das Fest um zwölf Monate verschoben. Organisiert wurde das Vorhaben von einer Festleitung aus 311 Bürgern in einem Zentral- und zehn Spezialkomitees. Viele bekannte Bremer Persönlichkeiten engagierten sich hier.

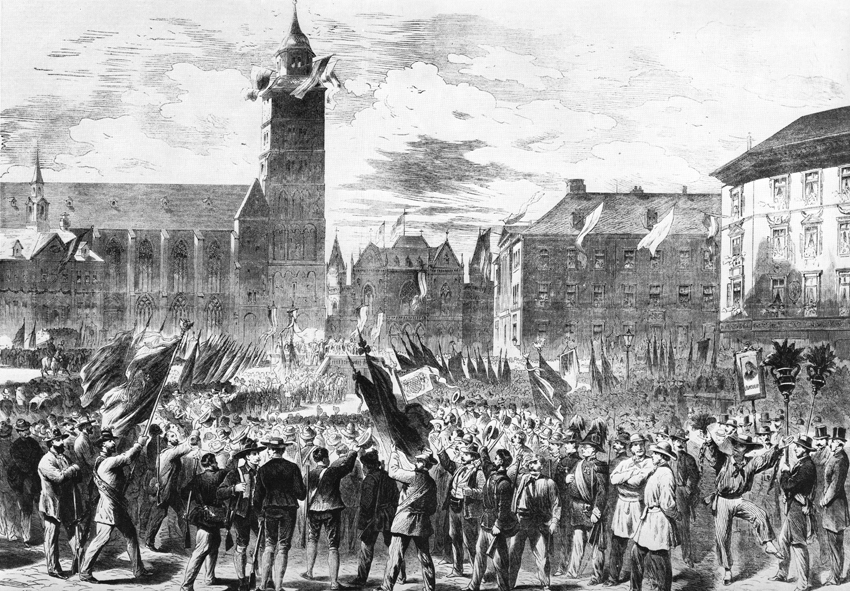
Übergabe der Bundesfahne des Deutschen Schützenbundes auf dem Domshof, C. E. Doepler, 1865

 Zur Finanzierung gründete sich ein Aktienverein. 50.000 silberne Sondermünzen im Wert von je einem Taler Gold wurden offiziell geprägt. Ansonsten hielt der Bremer Senat sich auf Distanz, doch er wie auch die Bremische Bürgerschaft stimmten der Überlassung der Bürgerweide als Festgelände zu. Hier plante Heinrich Müller Platzanlagen und die aus Holz errichteten Festbauten. Eine zentrale Halle fasste 4300 Menschen. Den Festplatz beleuchteten 6000 Gaskandelaber. 150 Schießstände wurden angelegt. Auf dem 40.000 m² großen Volksplatz entstand ein jahrmarktsmäßiges Treiben rund um ein großes Ausstellungshaus, in dem das Bremer Gewerbe seine Leistungen in Schifffahrt, Handel und Produktion präsentierte. Zu den Anziehungspunkten gehörten auch, kennzeichnend für die patriotische Stimmung des Festes, Teile des in Arbeit befindlichen Hermannsdenkmals, die Ernst von Bandel gegen Eintritt ausstellte, um die Fertigstellung zu finanzieren.
5500 auswärtige Schützen mussten in Massenquartieren und Privathäusern unterkommen. Hinzu kamen zahlreiche Tagesgäste als Zuschauer. Am 17. Juli schätzte man die Zahl der Fremden in Bremen auf 14.000. Aus Oldenburg reisten 400 Schützen an, aus Hamburg 200, 70 aus Berlin, 30 aus der Schweiz. 62 aus New York eintreffende deutschstämmige Schützen wurden am 14. Juli auf dem Dampfer Bremen festlich empfangen. 554 Preise und Ehrengaben waren von deutschen Gemeinden und Vereinen in aller Welt in Bremen eingetroffen, solche von Fürstenhäusern waren allerdings kaum darunter. Der Ablauf der Veranstaltung litt unter logistischen Unzulänglichkeiten und einer seit Beginn regelmäßiger Messungen nicht gekannten Hitze.
Finanziell endete das Unternehmen, dessen Kosten sich auf eine Viertelmillion Taler beliefen, mit Verlusten von 68.000 Talern.

## Politischer Charakter
Die 1860er Jahre waren, wenn man von den Strategien der Großmächte absieht und das Bewusstsein des Bürgertums betrachtet, von einem wachsenden Wunsch nach nationaler Einheit geprägt. 1859 war der Deutsche Nationalverein gegründet worden, und das gleiche Bedürfnis, die Einigungsbewegung zu propagieren und sich darin gegenseitig zu vergewissern und bestärken, brachte zahlreiche patriotische Massenveranstaltungen wie Turner- und Sängerfeste hervor. Die auch in Bremen aufwändig begangene Feier zu Schillers 100. Geburtstag 1859 hatte ebendiesen Hintergrund. Die patriotische Erregung war im Jahre nach dem Deutsch-Dänischen Krieg und ein Jahr vor der endgültigen Entscheidung für eine Kleindeutsche Lösung besonders hoch. Doch in den Festreden und Zeitungsberichten über das Bundesschießen findet sich wenig mehr als eine dumpfe Vaterlandsbegeisterung, Wehrertüchtigungswerbung und Verbrüderungsrhetorik ohne konkrete politische, geschweige denn demokratische Ziele. Rückblickend nach dem Fest sah man auch in Bremen dessen Ergebnis ernüchtert: „Mehr noch ließ die politische Entwicklung das Fest, das die Stadt mit so großem Enthusiasmus begangen hatte, als eine zweifelhafte und unnütze Demonstration erscheinen“ (Lührs).